# بانشله
بانشله، روستایی از توابع بخش مرکزی شهرستان روانسر در استان کرمانشاه ایران است. که از لحاظ قدمت قدیمی ترین روستای منطقه و چیزی حدود 700سال قدمت دارد . اکنون خالی از سکنه می باشد .  

## جمعیت
این روستا در دهستان بدر قرار دارد و براساس سرشماری مرکز آمار ایران در سال ۱۳۸۵، جمعیت آن ۸۳ نفر (۱۷خانوار) بوده‌است.
این روستا اکنون خالی از سکنه می‌باشد.